# Comuna Puiești, Vaslui
Puiești este o comună în județul Vaslui, Moldova, România, formată din satele Bărtăluș-Mocani, Bărtăluș-Răzeși, Călimănești, Cetățuia, Cristești, Fântânele, Fulgu, Gâlțești, Iezer, Lălești, Puiești (reședința), Rotari și Ruși.

## Demografie
Componența etnică a comunei Puiești
     Români (87,33%)
     Alte etnii (0,05%)
     Necunoscută (12,62%)
Componența confesională a comunei Puiești
     Ortodocși (84,86%)
     Penticostali (1,94%)
     Alte religii (0,29%)
     Necunoscută (12,91%)
Conform recensământului efectuat în 2021, populația comunei Puiești se ridică la 4.121 de locuitori, în scădere față de recensământul anterior din 2011, când fuseseră înregistrați 4.661 de locuitori. Majoritatea locuitorilor sunt români (87,33%), iar pentru 12,62% nu se cunoaște apartenența etnică. Din punct de vedere confesional, majoritatea locuitorilor sunt ortodocși (84,86%), cu o minoritate de penticostali (1,94%), iar pentru 12,91% nu se cunoaște apartenența confesională.

## Politică și administrație
Comuna Puiești este administrată de un primar și un consiliu local compus din 13 consilieri. Primarul, Vasile-Cezar Ticu[*], de la Partidul Social Democrat, este în funcție din octombrie 2020. Începând cu alegerile locale din 2024, consiliul local are următoarea componență pe partide politice:
|  | Partid                          | Consilieri | Componența Consiliului | Componența Consiliului | Componența Consiliului | Componența Consiliului | Componența Consiliului | Componența Consiliului | Componența Consiliului | Componența Consiliului | Componența Consiliului |
|  | ------------------------------- | ---------- | ---------------------- | ---------------------- | ---------------------- | ---------------------- | ---------------------- | ---------------------- | ---------------------- | ---------------------- | ---------------------- |
|  | Partidul Social Democrat        | 9          |                        |                        |                        |                        |                        |                        |                        |                        |                        |
|  | Alianța pentru Unirea Românilor | 3          |                        |                        |                        |                        |                        |                        |                        |                        |                        |
|  | Partidul Național Liberal       | 1          |                        |                        |                        |                        |                        |                        |                        |                        |                        |

## Personalități născute aici
- Felix Aderca (1891 - 1962), scriitor.